# Danse pour ton ombre !
Danse pour ton ombre ! est un roman de Joseph-Henri Louwyck publié pour la première fois en 1939 aux éditions Plon et ayant reçu le Grand prix du roman de l'Académie française seulement en 1943 en raison de la guerre.

## Éditions
- Danse pour ton ombre !, éditions Plon, 1939.